# Menahem Max Schiffer
Menahem Max Schiffer (Berlim, 1911 — 11 de novembro de 1997) foi um matemático estadunidense de ascendência alemã. Trabalhou com análise complexa, equações diferenciais parciais e física matemática.

## Vida e obra
Schiffer estudou inicialmente física, primeiramente a partir de 1930 na Universidade de Bonn e depois na Universidade Humboldt de Berlim, onde dentre outros foi aluno de Max von Laue, Erwin Schrödinger, Walther Nernst, Erhard Schmidt, Issai Schur e Ludwig Bieberbach. Em Berlim trabalhou principalmente com Issai Schur. Em 1934 foi publicado seu primeiro trabalho matemático. Após a tomada de poder dos nazistas (Machtergreifung), que dentre muitos outros também demitiu Schur de seu posto, o também judeu Schiffer imigrou para Israel. Por sua publicação de 1934 Schiffer obteve na Universidade Hebraica de Jerusalém seu diploma de matemático, obtendo o doutorado em 1939, orientado por Michael Fekete, com a tese Conformal Representation and Univalent Functions. Em sua tese introduziu o método variacional de Schiffer, para tratamento de problemas geométricos em análise complexa.
Foi professor da Universidade Stanford, onde ao mesmo tempo que ele próprio outros famosos analíticos da Europa também lecionaram, como George Pólya, Charles Loewner, Stefan Bergman e Gábor Szegő.
Com Paul Garabedian trabalhou com a conjectura de Bieberbach (provada em 1955 para o caso n=4). Além da análise complexa também envolveu-se com física matemática, e escreveu um livro sobre a relatividade geral.
Em 1950 e 1958 foi palestrante convidado (Invited Speaker) no Congresso Internacional de Matemáticos. No congresso de 1958 em Edimburgo apresentou no plenário Extremum Problems and Variational Methods in Conformal Mapping. Schiffer era conhecido por sua acurada preparação das aulas, tendo recebido em 1976 o Teaching Award da Universidade Stanford.

## Obras
- com Leon Bowden: The role of mathematics in Science, Mathematical Association of America 1984
- com Stefan Bergman: Kernel Functions and elliptic differential equations in mathematical physics, Academic Press 1953
- com Donald Spencer: Functionals of finite Riemann Surfaces, Princeton 1954
- com Ronald Adler, Maurice Bazin: Introduction to General Relativity, McGraw Hill 1965